# Counozouls
Counozouls är en kommun i departementet Aude i regionen Occitanien  i södra Frankrike. Kommunen ligger  i kantonen Axat som ligger i arrondissementet Limoux. År 2022 hade Counozouls 56 invånare.

## Befolkningsutveckling
Antalet invånare i kommunen Counozouls
Referens: INSEE